# مستقبل الأستيل كولين المسكاريني M5
مستقبل الأستيل كولين المسكاريني M5، والمعروف كذلك بالمستقبل الكوليني المسكاريني 5، هو مُستقبِل مسكاريني، يُشفِّره الجين البشري (CHRM5).